# Espagne des Habsbourgs
 (mars 2025).
Si vous disposez d'ouvrages ou d'articles de référence ou si vous connaissez des sites web de qualité traitant du thème abordé ici, merci de compléter l'article en donnant les références utiles à sa vérifiabilité et en les liant à la section « Notes et références ».
Cet article traite de l'histoire de l'Espagne sous les Habsbourgs. Pour la dynastie, voir Maison de Habsbourg en Espagne.

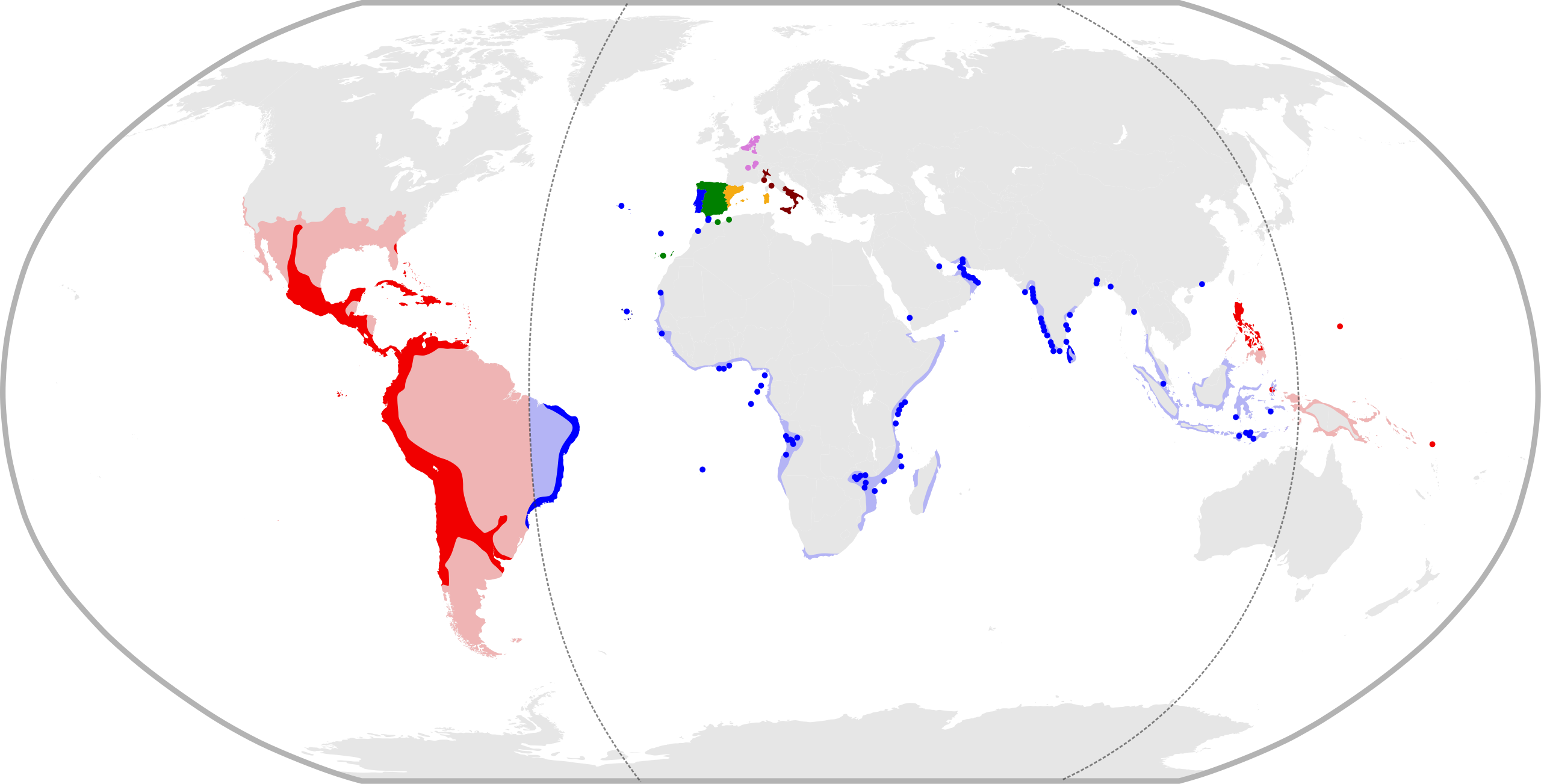
Les territoires de l'Espagne des Habsbourg en 1598.

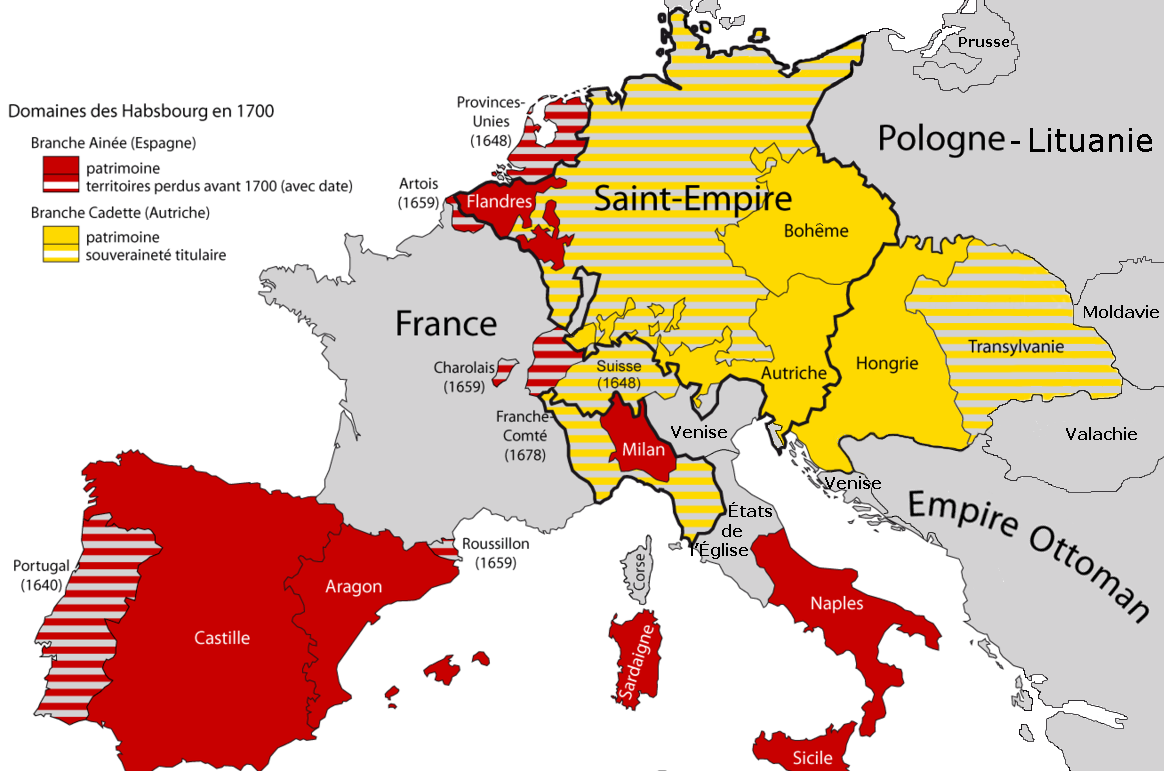
Les domaines des Habsbourg d'Autriche (en jaune) et d'Espagne (en rouge) vers l'an 1700.

L’Espagne des Habsbourgs correspond à l'histoire de l'Espagne des XVIe et XVIIe siècles (1516-1700), quand la monarchie espagnole est régie par les rois de la maison de Habsbourg. Les souverains Habsbourgs (principalement Charles Quint et Philippe II) y ont atteint l'apogée de leur influence et de leur pouvoir. Ils ont contrôlé un territoire incluant les Amériques, les Indes orientales, les Pays-Bas, des territoires appartenant aujourd'hui à la France (Franche-Comté) et à l'Allemagne (Rhénanie), l'Empire colonial portugais de 1580 à 1640, et plusieurs autres territoires tels que de petites enclaves comme Ceuta et Oran en Afrique du Nord. Cette période de l'histoire espagnole a aussi été appelée « l'Âge de l'expansion ».
Sous les Habsbourgs, l'Espagne a dominé l'Europe politiquement et militairement la majeure partie des XVIe et XVIIe siècles, mais a subi un déclin progressif de son influence pendant la deuxième moitié du XVIIe siècle.
Ces années voient aussi l'émergence du Siècle d'or espagnol de l'efflorescence culturelle. Parmi les plus remarquables personnalités de cette période figurent Thérèse d'Avila, Pedro Calderón de la Barca, Miguel de Cervantes, Le Greco, Domingo de Soto, Francisco Suárez, Diego Velázquez et Francisco de Vitoria.
L'« Espagne » ou « les Espagnes » recouvrent la totalité de la péninsule, qui est une confédération constituée de plusieurs royaumes nominalement indépendants dans une union personnelle : Aragon, Castille, León, Navarre et, depuis 1580, le Portugal. Dans certains cas, ces royaumes individuels sont eux-mêmes des confédérations, en particulier la Couronne d'Aragon (Principauté de Catalogne, Royaume d'Aragon, Royaume de Valence et Royaume de Majorque).
La mariage d'Isabelle la Catholique et Ferdinand le Catholique en 1469 permet l'union des deux plus grands de ces royaumes, Castille et Aragon, qui mène à leurs plus grandes victoires militaires contre les Maures, avec en point d'orgue la conquête de Grenade en 1492.
Isabelle et Ferdinand reçoivent le titre de Très catholique par le pape Alexandre VI en 1496 et le terme de Monarchia Catholica (en français : monarchie catholique et en espagnol moderne Monarquía Católica) est resté d'usage dans la monarchie des Habsbourgs espagnols. Cette période est celle qui voit la notion d'« Espagne » se forger dans le sens qui sera institutionnalisé au XVIIIe siècle. À partir du XVIIe siècle, pendant et après la fin de l'Union ibérique, la monarchie Habsbourg en Espagne est aussi connue comme Monarchie espagnole (Monarchia Hispanica) ou Monarche d'Espagne (Monarchia Hispaniae) en plus de la forme commune de Royaume d'Espagne (Reyno de España).
La maison de Habsbourg acquiert les Espagnes par le mariage de Philippe d'Autriche avec Jeanne de Castille, fille d'Isabelle et Ferdinand. En 1556, lors de l’abdication de Charles Quint, la dynastie est partagée avec d'un côté son frère Ferdinand Ier, souverain de la Monarchie d'Autriche, et de l'autre son fils Philippe II en Espagne et aux Pays-Bas. 
L'Espagne comme État unifié le devient de jure après la mort en 1700 de Charles II, qui entraîne l'extinction de la dynastie espagnole des Habsbourgs et l'ascension de Philippe V, inaugurant ainsi la dynastie des Bourbons et ses réformes centrales, comparables à celles du début de la France moderne.